# 安芬突吻鱈
安芬突吻鱈，為輻鰭魚綱鱈形目鼠尾鱈科的其中一種，分布於西南大西洋拉布拉他河河口以東海域，深度可達3477公尺，體長可達104公分，屬深海底棲性魚類，棲息在底層水域，生活習性不明。

## 扩展阅读
維基物種上的相關：安芬突吻鱈